# 冷井駅 (黄海南道)
冷井駅（レンジョンえき）は朝鮮民主主義人民共和国黄海南道甕津郡に位置する朝鮮民主主義人民共和国鉄道省の駅である。